# رالف بروم
رالف بروم (انگلیسی: Ralph Broome; ۵ ژوئیهٔ ۱۸۸۹ – ۲۵ ژانویهٔ ۱۹۸۵)از برندگان مدال‌های بازی‌های المپیک اهل بریتانیا بود.